# Leichtathletik-Länderkämpfe mit deutscher Beteiligung 1993
| Leichtathletik-Länderkämpfe mit deutscher Beteiligung 1993                                                  | Leichtathletik-Länderkämpfe mit deutscher Beteiligung 1993 | Leichtathletik-Länderkämpfe mit deutscher Beteiligung 1993                              | Leichtathletik-Länderkämpfe mit deutscher Beteiligung 1993       |
| --- | ---------------------------------------------------------- | --------------------------------------------------------------------------------------- | ---------------------------------------------------------------- |
| |                                                            |                                                                                         |                                                                  |
| 1. Länderkampf 1993, Geher (Männer/Frauen): GER – BLR – FRA – GBR – ITA – MEX – POL – RUS – SVK – SWE – ESP |                                                            |                                                                                         |                                                                  |
| Eschborn 12. Juni 1993                                                                                      | Eschborn 12. Juni 1993                                     | 01. BLR 02. MEX 03. ESP 04. RUS 05. POL 06. GER 07. SWE 08. FRA 09. ITA 10. SVK 11. GBR | 236 P 216 P 192 P 182 P 174 P 169 P 132 P 109 P 107 P 106 P 63 P |
| 2. Länderkampf 1993, U23 (Männer/Frauen): RUS – GER – GBR                                                   |                                                            |                                                                                         |                                                                  |
| Moskau 24. Juli 1993                                                                                        | Moskau 24. Juli 1993                                       | 1. GER 2. RUS 3. GBR                                                                    | 303,5 P 285,0 P 225,5 P                                          |
| 00Teilwertung U23-Männer                                                                                    | 00Teilwertung U23-Männer                                   | 1. GER 2. RUS 3. GBR                                                                    | 152,0 P 142,0 P 127,0 P                                          |
| 00Teilwertung U23-Frauen                                                                                    | 00Teilwertung U23-Frauen                                   | 1. GER 2. RUS 3. GBR                                                                    | 151,5 P 143,0 P 98,5 P                                           |
| 3. Länderkampf 1993, Zehnkampf (U22-Männer): FRA – GER – RUS – SUI                                          |                                                            |                                                                                         |                                                                  |
| Illzach 7./8. August 1993                                                                                   | Illzach 7./8. August 1993                                  | 1. GER 2. FRA 3. SUI 4. RUS                                                             | 22.012 P 21.743 P 21.523 P 20.489 P                              |
| 4. Länderkampf 1993, Siebenkampf (U22-Frauen): FRA – GER – RUS – SUI                                        |                                                            |                                                                                         |                                                                  |
| Illzach 7./8. August 1993                                                                                   | Illzach 7./8. August 1993                                  | 1. FRA 2. RUS 3. GER 4. SUI                                                             | 16.761 P 16.641 P 16.485 P 14.459 P                              |
| Chronik |                                                            |                                                                                         |                                                                  |
| ← Länderkämpfe 1992                                                                                         | ← Länderkämpfe 1992                                        | Länderkämpfe 1994 →                                                                     | Länderkämpfe 1994 →                                              |

Im Jahr 1993 wurden vier Leichtathletikländerkämpfe mit deutscher Beteiligung in vier Veranstaltungen ausgetragen. Das waren genauso viele Vergleiche wie im Vorjahr. Eine Besonderheit, die es 1990 zum ersten Mal gegeben hatte, wurde in der 1993er Saison immer mehr zur Regel. Zwei der vier Veranstaltungen wurden mit einer Gesamtwertung der Wettkämpfe für Frauen und Männer ausgetragen. Nach gewohnter Art der Zählung aus den Jahren bis einschließlich 1989 mit jeweils getrennter Wertung für Frauen und Männer wären zwei zusätzliche Länderkämpfe – also insgesamt sechs Vergleiche – zustande gekommen. Das wäre nach dieser Zählung die geringste Anzahl von Begegnungen seit 1951, dem ersten Jahr der Wiederaufnahme von Länderkämpfen mit deutscher Beteiligung nach dem Zweiten Weltkrieg. Die größte Anzahl von 27 Begegnungen hatte es 1974 gegeben.
Nicht berücksichtigt sind Veranstaltungen wie der sogenannte „Lugano-Cup“, ein Weltcup der Geher unter dem Dach des Weltleichtathletikverbands (früher: IAAF), der ab 1965 unter Regie des Europäischen Leichtathletikverbands durchgeführte Leichtathletik-Europacup sowie ähnliche Events. Hier handelt es sich um Veranstaltungen, die als eigene Wettbewerbe ähnlich wie auch der Leichtathletik-Continentalcup (ab 1993) und der Geher-Europacup (ab 1996) außerhalb der üblichen Länderkämpfe durchgeführt wurden.

## Entwicklung des Länderkampfwesens
Die Zahl der Länderkämpfe blieb auch 1993 auf einem sehr niedrigen Niveau. Es gab nur noch vier Veranstaltungen. In zwei Vergleichen wurde eine gemeinsame Wertung für Männer und Frauen vorgenommen. Drei Begegnungen waren zudem für Nachwuchsathleten reserviert, es gab nur noch einen einzigen Vergleich ohne Altersbeschränkung. Im Zuge der Konkurrenz durch andere Events wie Welt- und Europameisterschaften, Olympische Spiele, Golden bzw. Diamond League hatten Länderkämpfe einfach keine große Bedeutung mehr.
In den Vergleichen wurden wie im Vorjahr die Wettbewerbsbereiche Mehrkampf (2 Vergleiche), allgemeines leichtathletisches Programm (1) und Gehen (1) ausgetragen. Alle anderen Kategorien wie Straßenläufe, spezielle Angebote für Werfer, Springer oder Läufer standen nicht auf dem Programm.

## Saisonhöhepunkt
In diesem Jahr standen die Weltmeisterschaften im Saisonmittelpunkt. Sie wurden vom 13. bis 22. August in Stuttgart ausgetragen. Die deutsche Mannschaft musste sich im Medaillenspiegel bei dieser Veranstaltung mit begeisterungsfähigen Zuschauern im eigenen Land mit Platz sechs (2 mal Gold / 2 × Silber / 4 × Bronze) zufriedengeben. Im Vergleich zu den Olympischen Spielen des Vorjahres rutschte das deutsche Team um drei Ränge nach unten und errang zwei Goldmedaillen weniger. Die zum ersten Mal mit einer gesamtdeutschen Mannschaft angetretenen Athleten hatten bei den Weltmeisterschaften 1991 alleine fünf Goldmedaillen und weitere zwölf Medaillen auf ihr Konto gebracht. So war fast nichts mehr geblieben vom Dazustoßen der so überaus erfolgreichen Athleten aus der ehemaligen DDR in das nun gemeinsame deutsche Team.
Außerdem gab es 1993 auch wieder einen Europacup, der für Frauen und Männer gemeinsam am 26. und 27. Juni in Rom ausgetragen wurde. Beide deutschen Mannschaften kamen auf den jeweils vierten Platz und schnitten damit deutlich schwächer ab als zwei Jahre zuvor in Frankfurt am Main, wo die Männer Rang eins und die Frauen Rang drei belegt hatten.

## Bilanz
In der Saison 1993 gab es für die deutschen Leichtathleten in ihren vier Länderkämpfen zwei Siege und zwei Niederlagen. Die Niederlagen mussten die deutschen Leichtathleten gleich im ersten und dann im letzten Wettkampf hinnehmen:
- Geher-Vergleich für Männer und Frauen gegen Belarus, Frankreich, Großbritannien, Italien, Mexiko, Polen, Russland, die Slowakei, Schweden und Spanien am 12. Juni in Eschborn (Platz sechs hinter Belarus, Mexiko, Spanien, Russland und Polen)
- U22-Siebenkampf-Vergleich der Frauen gegen Frankreich, Russland und die Schweiz am 7./8. August in Illzach (Rang drei hinter Frankreich und Russland)

Siege gab es dagegen in folgenden Begegnungen
- U23-Vergleichfür Männer und Frauen gegen Russland und Großbritannien am 24. Juli in Moskau
- U22-Zehnkampf-Vergleich der Männer gegen Frankreich Russland und die Schweiz am 7./8. August in Illzach

Die Saisonbilanz war eins zu eins ausgeglichen für die Länderkämpfe mit gemeinsamen Wertungen für Männer und Frauen. Die Bilanz aus den Vergleichen mit alleiniger Wertung lautete für die Männer positiv eins zu null. Für die Frauen war sie mit null zu eins negativ.
Am Ende des Jahres hatte die deutsche Mannschaft in Begegnungen mit gemeinsamer Wertung für beide Geschlechter in ihren nun vierzehn Vergleichen sieben Siege und sieben Niederlagen erlitten.
Die Bilanz der deutschen Männermannschaft in ihren insgesamt 450 Vergleichen stand jetzt bei 312 Siegen, vier Unentschieden und 134 Niederlagen.
Die deutschen Frauen hatten seit 1928 in 223 Aufeinandertreffen insgesamt 130 Siege errungen, vier Unentschieden erzielt und 89 Niederlagen hinnehmen müssen.
In der Gesamtsumme aller ihrer Länderkämpfe seit 1921 hatten die deutschen Leichtathleten von 687 Vergleichen 449 gewonnen, 230 verloren und acht Unentschieden erzielt. 76 der Niederlagen stammten dabei aus 41 zweiten Plätzen, 22 dritten, sechs vierten, drei fünften Rängen, zwei sechsten und einem siebten Platz sowie einer Platzierung ohne Wertung hinter vier Gegnerteams in Begegnungen mit mehr als zwei Nationen.

## Verschiedene Formen von Länderkämpfen
Die unterschiedlichen Arten von Länderkämpfen, die bisher stattgefunden hatten, jedoch nicht mehr in dieser Breite praktiziert wurden, lassen sich wie folgt einteilen:
- Vergleiche mit einer Mischung von Disziplinen aus dem allgemeinen leichtathletischen Programm
Das war die klassische Form von Ländervergleichen. Jede Nation war in der Regel mit zwei Athleten je Disziplin vertreten. Bei den Männern waren hier zwanzig Wettbewerbe je Länderkampf zum Standard geworden. Allerdings wurden die beiden Langstrecken über 5000 und 10.000 Meter inzwischen verkürzt als Rennen über 3000 und 5000 Meter durchgeführt. Aus dem olympischen Wettbewerbskatalog fehlten demnach in der Regel nur der 10.000-Meter-Lauf, der Marathonlauf, die beiden Gehwettbewerbe und der Zehnkampf.
Der Länderkampfdisziplinkatalog bei den Frauen hatte bis 1968 standardmäßig aus elf Disziplinen bestanden und war mit den damals bei Olympischen Spielen angebotenen Frauenwettbewerben identisch. Von 1969 an gab es hier Veränderungen: Mit dem 1500-Meter-Lauf sowie der 4-mal-400-Meter-Staffel wurden zwei neue Wettbewerbe, die bei den Europameisterschaften 1969 in das Programm aufgenommen worden waren, mit in den Katalog der Frauenländerkämpfe integriert. Damit erhöhte sich die Zahl der Disziplinen auf dreizehn. Neu hinzu kamen nun auch Rennen über 3000 Meter und 400 Meter Hürden, zwei Laufdiszipziplinen, die im 1984 olympisch geworden waren. In diesem Jahr wurde in einem Länderkampf auch schon der 3000-Meter-Hindernislauf – olympisch ab 2008 – für Frauen mit einbezogen. Hinzu kamen für die Frauen ebenfalls der Stabhochsprung (olympisch ab 2000), Dreisprung (olympisch ab 1996) und Hammerwurf (olympisch ab 2000). In Angleichung an das Männerprogramm wurde der 3000-Meter-Lauf 1996 durch den 5000-Meter-Lauf abgelöst.
In seltenen Fällen gab es in Länderkämpfen sowohl bei den Frauen als auch bei den Männern Abweichungen vom Standard in Form von Hinzunahme oder Weglassen einzelner Disziplinen. Diese Länderkampfform, die für eine lange Zeit Kern von Leichtathletikländerkämpfen war, wurde immer weniger praktiziert und wurde mehr und mehr fast zur Ausnahme. Sie besaß angesichts der Konkurrenz bedeutender anderer Events nicht mehr die Attraktivität früherer Jahre.
- Vergleiche in Teildisziplinen der Leichtathletik:
  - Vergleiche im Mehrkampf – bei den Frauen im Siebenkampf (bis 1980: Fünfkampf), bei den Männern im Zehnkampf
Die Zahl der Vertreter je Land war dabei nicht standardisiert. In der Regel wurden von den gestarteten Teilnehmern nicht alle gewertet. Bei vier Vertretern je Disziplin beispielsweise wurden meist die drei Besten gewertet.
  - Vergleiche der Geher
Diese Begegnungen fanden bei den Männern meist in Form von Straßengehen statt. Es kamen zwei Disziplinen zur Austragung, ein Wettkampf über 20 Kilometer und ein Wettkampf über eine längere Distanz, die manchmal über 35 und manchmal über 50 Kilometer führte. Der Trend ging hier jedoch eindeutig zur Distanz von 35 Kilometern.
1976 kam das Gehen auch für die Frauen ins Länderkampfprogramm. Ausgetragen wurde dabei anfangs ein Wettbewerb über 5000 Meter, 1976 auf der Straße, später wechselweise auf der Bahn oder auf der Straße. Es gab dann auch Wettbewerbe über eine Streckenlänge von zehn Kilometern. Das Gehen für Frauen hatte inzwischen Fuß gefasst in der Leichtathletik. Bei Olympischen Spielen gab es 1992 in Barcelona zum ersten Mal einen Geher-Frauenwettbewerb, bei Europameisterschaften war das schon in 1986 in Stuttgart zum ersten Mal der Fall.
Bezüglich der Teilnehmerzahl je Land und Wettbewerb wurde verfahren wie in den Mehrkämpfen.
  - Vergleiche im Straßenlauf
Bis einschließlich 1980 wurde ein Rennen über dreißig Kilometer ausgetragen. 1981 war die Streckenlänge auf 25 Kilometer gekürzt worden, 1982 fand das Rennen noch einmal über dreißig Kilometer statt. Auch hier wurde bezüglich der Teilnehmerzahl je Land verfahren wie in den Mehrkämpfen. Ab 1982 trugen auch die Frauen Straßenlauf-Länderkämpe über 25 Kilometer aus und die Männern starteten nach 1982 in der Regel nun ebenfalls über diese etwas kürzere Distanz. Für die Frauen wurde die Streckenlänge 1993 auf fünfzehn Kilometer verkürzt.
Vereinzelt hatte es hier auch Länderkämpfe im Halbmarathon und über die Marathon-Distanz gegeben. In den letzten beiden Jahren gab es keine Straßenlaufvergleiche.
  - Vergleiche im Bereich Lauf
Diese Art von Länderkämpfen war 1984 zum ersten Mal durchgeführt worden. Danach gab es zuletzt 1990 wieder einen reinen Läufervergleich. 1993 wurden keine solche Begegnung ausgetragen.
  - Vergleiche im Crosslauf
Diese Länderkampfform wurde in der Saison 1985 zum ersten und einzigen Mal ausgetragen. Die Streckenlängen waren bei bis zu 9000 Metern für Frauen und Männer unterschiedlich. Bezüglich der Teilnehmerzahl je Land wurde verfahren wie in den Mehrkämpfen. Diese Disziplin war schon länger nicht mehr Teil von Länderkämpfen.
  - Vergleiche in den Disziplinen Sprung und/oder Wurf/Stoß
Diese Länderkampfform wurde 1992 und 1993 nicht ausgetragen.

## Austragungsform und Wertungsmodus
In der Vergangenheit wurden Länderkämpfe mit dem allgemeinen leichtathletischen Programm in der Regel mit zwei Vertretern pro Land und Disziplin durchgeführt. In einigen Vergleichen wurden wie schon in den Jahren zuvor drei Teilnehmer je Land und Wettbewerb eingesetzt. Die Regeln zur Punktevergabe wurden dabei durchgängig so angewendet, dass der Letztplatzierte einen Punkt erhielt, die weiteren Athleten in den Platzierungen jeweils aufwärts bis hin zu Rang zwei einen Punkt mehr. Der Erstplatzierte bekam zwei Punkte mehr gutgeschrieben als der Athlet auf Platz zwei. Für Länderkämpfe mit zwei Vertretern je Land und Disziplin bedeutete das: Platz 1: 5 P, Pl. 2: 3 P, Pl. 3: 2 P, Pl. 4: 1 P. Bei drei Vertretern je Land und Disziplin ergab sich folgende Punktevergabe: Platz 1: 7 P, Pl. 2: 5 P, Pl. 3: 4 P, Pl. 4: 3 P, Pl. 5: 2 P, Pl. 6: 1 P. Für die Staffeln gab es durchgängig fünf zu zwei Punkte.
Die Regeln zur Punktevergabe wurden ohne Ausnahme nach diesem standardisierten Wertungssystem angewendet. In weiteren Begegnungen mussten aufgrund anderer Rahmenbedingungen – mehr als zwei Teilnehmer je Nation in der Wertung oder mehr als ein Gegnerland – andere Regeln zur Punktevergabe zur Anwendung kommen. In den Mehrkämpfen wurden die Begegnungen entweder wie in anderen Begegnungen über die Platzierungen oder die Addition der im Wettkampf erzielten Punkte gewertet. Ähnlich wurde in den Straßenlauf-Länderkämpfen verfahren. Dort wurde entweder über die Platzierungen oder über die Addition der erzielten Zeiten gewertet. Straßenläufe gab es in dieser Saison bei Länderkämpfen nicht.

## Geher-Länderkampf der Männer und Frauen gegen Belarus, Frankreich, Großbritannien, Italien. Mexiko, Polen, Russland, Slowakei, Schweden und Spanien
Der erste Länderkampf bestand in einem Aufeinandertreffen der Geherinnen und Geher, das nun schon zum vierten Mal ausgetragen wurde. Zu den von 1990 bis 1992 beteiligten sieben Ländern Australien, Deutschland (1990 noch mit den damaligen beiden deutschen Staaten), Frankreich, Großbritannien, Italien, Schweden und Spanien kamen mit Belarus, Mexiko, Polen, Russland und Slowakei noch fünf Teams dazu. Australien war in diesem Jahr nicht dabei, sodass es sich nun um einen Elfländerkampf handelte. 1990 hatte die DDR vorne gelegen, die Bundesrepublik war Fünfter geworden. 1991 hatten die deutschen Geher gesiegt. Im Jahr 1992 hatte Italien gewonnen, Deutschland war Fünfter geworden. In der Saison 1993 wurde die Begegnung am 12. Juni in Eschborn ausgetragen. Neuling Belarus siegte mit 236 Punkten vor Mexiko (216 Punkte). Spanien wurde mit 192 Punkten Dritter vor Russland (182 Punkte) und Polen (174 Punkte). Deutschland kam als Sechster auf 169 Punkte, Schweden als Siebter auf 132 Punkte. Frankreich erreichte mit 109 Punkten Rang acht. Die Ränge neun, zehn und elf belegten Italien (107 Punkte), die Slowakei (106 Punkte) und Großbritannien (63 Punkte).
Die Resultate der Teilwertungen sind im DLF-Jahrbuch 1993/94 leider nicht angegeben.

## U23-Leichtathletik-Länderkampf der Männer und Frauen gegen Russland und Großbritannien
Als Länderkampf Nummer zwei trugen die deutschen U23-Leichtathleten den einzigen Vergleich mit dem allgemeinen Leichtathletikprogramm dieser Saison gegen Russland und Großbritannien aus. Das Aufeinandertreffen fand in gemeinsamer Wertung für beide Geschlechter am 24. Juli in Moskau statt. Die Begegnung dieser drei Teams hatte es im Vorjahr auch gegeben, damals für die Athleten U22 und mit der Gemeinschaft Unabhängiger Staaten anstelle von Russland. 1993 war mit der Altersgruppe U23 dieselbe nun um ein Jahr älter gewordene Zielgruppe angesprochen. 1992 hatte sich die GUS-Mannschaft in beiden Teilwertungen durchgesetzt – bei den Männern vor Großbritannien und Deutschland, bei den Frauen mit Deutschland auf Rang zwei und Großbritannien auf Rang drei. Die Gesamtwertung hatte die GUS vor den zweitplatzierten deutschen und drittplatzierten britischen Vertretern gewonnen. Hier in Moskau ergab sich ein anderes Ergebnis. Die deutschen Athleten entschieden den Länderkampf und auch beide Teilwertungen für sich (Frauen: 151,5 Punkte / Männer: 152 P / Gesamt: 303,5 P). Das Heimteam aus Russland belegte in allen drei Wertungen den zweiten Platz (Frauen: 143 P / Männer: 142 P / Gesamt: 285 P). Die britischen Sportler lagen in allen Wertungen auf dem dritten Platz (Frauen: 98,5 P / Männer: 127 P / Gesamt: 225,5 P).

## U22-Zehnkampf-Länderkampf der Männer gegen die Schweiz, Frankreich und Russland
Auch den Vergleich des diesjährigen dritten Länderkampfs hatte es im vergangenen Jahr bereits gegeben. Die deutschen U22-Zehnkämpfer traten am 7./8. August im elsässischen Illzach auf Frankreich, Russland und die Schweiz. Das vorangegangene Aufeinandertreffen war allerdings eingebettet gewesen in eine Begegnung der Mehrkämpfer mit gemeinsamer Wertung für Männer und Frauen sowie männlicher und weiblicher U21-Junioren. Wie im Länderkampf mit dem allgemeinen Leichtathletikprogramm zwei Wochen zuvor in Moskau wurde die Altersbegrenzung gegenüber dem Vorjahr um ein einen Wert erhöht, womit auch hier eine personell identische Zielgruppe angesprochen war wie 1992. Da die Männer und Junioren im Vorjahr gemeinsam gewertet worden waren, als Deutschland den betreffenden Teilbereich gewonnen hatte, ist ein realistischer Vergleich mit dem 1992er Ergebnis nicht möglich. In Illzach siegte die deutsche U22-Juniorenmannschaft mit 22.012 Punkten. Der Vorsprung vor den zweitplatzierten französischen Zehnkämpfern betrug 269 Punkte. Die drittplatzierten Schweizer Athleten lagen weitere 220 Punkte zurück. Mit einem Rückstand von weiteren 1034 Punkten folgten die russischen Vertreter deutlich abgeschlagen auf Rang vier.
Auch die U22-Juniorinnen bestritten parallel zum Wettkampf ihrer männlichen Kollegen am selben Ort einen eigenen Länderkampf.
Diese Veranstaltung beinhaltete darüber hinaus zwei Vergleiche derselben beteiligten Länder für Sportler der Altersgruppe 18 bzw. 19 Jahre. Die Länderkämpfe der jüngeren Altersgruppen B-Jugend, A-Jugend bis Junioren (nach internationaler Einteilung Altersgruppe der 18- bzw. 19-jährigen Leichtathleten) ist jedoch nicht Teil dieser Artikelserie zu Länderkämpfen mit deutscher Beteiligung und wird deshalb hier nicht dezidiert aufgeführt.

## U22-Siebenkampf-Länderkampf der Frauen gegen die Schweiz, Frankreich und Russland
Im vierten und abschließenden Saisonvergleich 1993 trafen die deutschen U22-Siebenkämpferinnen wie die männlichen U22-Nachwuchsmehrkämpfer am 7./8. August Illzach ebenfalls auf Frankreich, Russland und die Schweiz. Auch diese Begegnung hatte es wie bei den männlichen Wettstreitern im Vorjahr in damals gemeinsamer Teilwertung für Frauen und U21-Juniorinnen sowie einer Gesamtwertung für alle Beteiligten gegeben. Auch da hatten Deutschlands Vertreterinnen ganz vorne gelegen, ohne dass ein differenzierter Vergleich zum Teilergebnis der Juniorinnen gezogen werden kann. Die Altersgruppe wurde jetzt in einer weiteren Parallele zu den männlichen Junioren von U21 auf U22 angehoben, womit der identische Personenkreis zu 1992 angesprochen war. In diesem 1993er Vergleich der Nachwuchsathletinnen siegten die Französinnen. Mit ihren 16.761 erreichten Punkten hatten sie einen Vorsprung von 320 Punkten gegenüber den zweitplatzierten Russinnen. Die deutschen Athletinnen lagen als Dritte mit einem Rückstand von weiteren 156 Punkten nicht weit zurück. Die Schweiz belegte weitere 2026 Punkten dahinter einen abgeschlagenen vierten Rang.